# Liste der Monuments historiques in Villegouge
Die Liste der Monuments historiques in Villegouge führt die Monuments historiques in der französischen Gemeinde Villegouge auf.

## Liste der Bauwerke
| Bezeichnung      | Beschreibung              | Standort                 | Kennzeichnung | Schutzstatus | Datum | Bild           |
| ---------------- | ------------------------- | ------------------------ | ------------- | ------------ | ----- | -------------- |
| Kirche St-Pierre | Erbaut im 13. Jahrhundert | Allée de l’Église (Lage) | PA00083862    | Classé       | 1908  | weitere Bilder |
| Kriegerdenkmal   |                           | Rue Principale (Lage)    | PA33000182    | Inscrit      | 2014  | weitere Bilder |

## Liste der Objekte
| Bezeichnung                | Beschreibung                                       | Standort                       | Kennzeichnung | Schutzstatus | Datum | Bild |
| -------------------------- | -------------------------------------------------- | ------------------------------ | ------------- | ------------ | ----- | ---- |
| Skulptur Christus am Kreuz | Holz, polychrom gefasst, Ende des 16. Jahrhunderts | in der Kirche St-Pierre (Lage) | PM33001958    | Inscrit      | 2003  |      |